# Milionia arfaki
Milionia arfaki är en fjärilsart som beskrevs av Bethune-Baker 1910. Milionia arfaki ingår i släktet Milionia och familjen mätare. Inga underarter finns listade i Catalogue of Life.